# Visitkort
Et visitkort, er lille kort på størrelse med et Dankort, som forretningsfolk bruger til hurtigt at udveksle kontakt informationer, som navn, telefon nr. og adresse. I nyere tid er mange også begyndt at tilføje hjemmesider, facebook sider og QR koder. De er ofte brugt ved formelle introduktioner. Et dansk visitkort har typisk størrelsen 90x55 mm.

## Typer af visitkort
Visitkort blev traditionelt opdelt i tre typer: Forretningskort, repræsentantkort og personlige visitkort. Forretningskort fremhæver firmaets navn, mens medarbejderens navn står med mindre typer. De var tidligere normalt større, 60×108 mm eller 74×105 mm. På repræsentantkort er repræsentantens navn sat med større typer end firmanavnet og på egentlige visitkort står kun navn, evt. titel og adresse og evt. telefonnummer.

## Historisk
Tidligere var der forskel på mænds og kvinders visitkort. Mænds var omkring 55×90 mm, mens kvinders var mindre, omkring 45×80 mm. Meget mindre kort har været anvendt, ned til 35×60 mm (for mænd). Mænds visitkort var sat med antikvaskrifter eller grotesk, hvorimod kvinders kort var sat med ”mere sirlige skrifter”, som det hedder i Selmars Typografi. Her tænkes på kursive skrifter og egentlige skriveskrifter. Ungpigenavnet var også gerne angivet.
Visitkort var normalt meget minimalistiske i deres layout. I dag trykkes de derimod gerne i farver og gerne med firmalogoer eller andre illustrationer. Fornemme visitkort skal i dag trykkes med dybtryk, især ståltryk, en teknik, som kun få firmaer benytter i dag, så den type kort er temmelig eksklusive. 
Der var tidligere udviklet en art kodesprog omkring visitkort. Når man ”kom på visit” afleverede man sit visitkort til tjeneren. Kortet var mærket, f.eks. med ombuk af et bestemt hjørne på en bestemt måde, således at formålet med visitten kunne aflæses af modtageren.